# Keleti hosszúcsőrű hangyászsün
A keleti hosszúcsőrű hangyászsün (Zaglossus bartoni) a kloákások (Monotremata) rendjébe és a hangyászsünfélék (Tachyglossidae) családjába tartozó Zaglossus nem egyik faja.

## Előfordulása
Új-Guinea szigetén honos, ahol a szigeten elterülő mindkét állam, Indonézia és Pápua Új-Guinea területén honos. A tengerszint felett 2000 és 3000 méteres magasságban is megtalálható.

## Alfajai
- Zaglossus bartoni bartoni
- Zaglossus bartoni clunius
- Zaglossus bartoni smeenki
- Zaglossus bartoni diamondi

## Megjelenése
A keleti hangyászsün a legnagyobb kloákás, testtömege 5–10 kg, testhossza 60–100 cm. A többi hangyászsünhöz hasonlóan a tüskéi módosult szőrszálak, amik az állat védelmét szolgálják a ragadozótól. Hat karma van, amik az ásást szolgálják.

## Életmódja
Tápláléka férgekből áll. Az eddigi legtovább élt példány a londoni állatkertben 30 évig élt.

## Szaporodása
A nőstény csupán egy tojást rak.

## Természetvédelmi állapota
Az IUCN vörös listáján a kihalófélben kategóriában tartozik.